# Wim Beaux
Willem Jozua (Wim) Beaux (Amsterdam, 1930) is een extreemrechts Nederlands politicus, die zichzelf beschouwt als volksnationalist. 

## Loopbaan
Wim Beaux was lid van de gemeenteraad van Almere en de Provinciale Staten van Flevoland voor de Centrumpartij en later voor CP'86. Bij de Nederlandse gemeenteraadsverkiezingen 1990 was hij namens deze partij lijsttrekker in zowel Almere als Amsterdam. In beide gemeenten werd hij gekozen, waarna hij besloot in de Amsterdamse raad zitting te nemen. In 1995 was Beaux, na het vertrek van Henk Ruitenberg wegens mislukte fusiepogingen, enige maanden landelijk voorzitter van de CP'86.
In 1991 werd Beaux aan de Nederlands-Duitse grens aangehouden met foldermateriaal voor de CP'86 en met boekjes waarin de holocaust ontkend werd. Hiervoor werd hij in 1994 in hoger beroep veroordeeld tot een voorwaardelijke gevangenisstraf en een geldboete.
Interne ruzies binnen de CP'86 leidden tot het vertrek van veel leden naar de Volksnationalisten Nederland (VNN), waarvan Beaux wederom voor korte tijd voorzitter werd. In die functie werd hij met een medebestuurslid gedagvaard wegens 'racistische' publicaties op de website van deze partij. Na een veroordeling volgde in hoger beroep vrijspraak omdat niet aangetoond kon worden dat zijzelf de teksten op internet hadden gezet.
De NNP ging in 2003 steeds meer toenadering zoeken tot Nieuw Rechts. NNP-voorzitter Florens van der Kooi werd fractiemedewerker van Nieuw Rechts-voorzitter Michiel Smit. Beaux leek in eerste instantie in te stemmen met deze toenadering. Later verliet Beaux de NNP samen met twee andere kaderleden uit Noord-Holland; Peter van Egmond en Ton Steemers. Volgens Beaux was met name het waardeloze optreden van het bestuur reden om de partij vaarwel te zeggen. Er waren ook ideologische verschillen: een deel van de NNP-achterban was niet gecharmeerd van de pro-Israëlische en pro-Joodse standpunten van Nieuw Rechts, hetgeen voor onrust in de partij zorgde.
Vanaf 2006 was Beaux voorzitter van de Nationalistische Volks Beweging, een extreemrechtse beweging, die in haar logo en naam verwees naar de NSB.